# Taormina 21x27 cm
Taormina 21x27 cm is een van twee waterverfschilderijen met als onderwerp Taormina van de hand van Hercules Brabazon Brabazon (1821-1906), een Britse kunstschilder.
Hij schilderde het tafereel in de Siciliaanse stad Taormina, tijdens een van zijn reizen door Italië in de loop van de 19e eeuw. Het stelt een van de kerken in Taormina voor. De datum is niet bekend. Het werk is gesigneerd in de linker onderhoek met ‘Taormina’ in grafiet en zijn initialen 'HBB' in wit krijt.
De twee schilderijen worden bewaard in het Yale Center for British Art, dat een onderdeel is van Yale University in New Haven, in de Amerikaanse staat Connecticut.
De afmetingen zijn 21x27 cm. De gebruikte materialen zijn, naast waterverf, gouache, krijt en grafiet en dit op beige papier.